# Moby Aki
Le Moby Aki est un ferry rapide exploité par la compagnie italienne Moby Lines. Construit entre 2004 et 2005 aux chantiers Fincantieri d'Ancône, il est le troisième navire de la série des « cubes » initiée en 2001 avec les Moby Wonder et Moby Freedom (actuel Finlandia). Mis en service en mai 2005, il assure depuis lors la liaison entre le continent italien et la Sardaigne.

## Histoire

### Origines et construction
En 2001, la compagnie italienne Moby Lines inaugure ses premiers ferries rapides sur ses lignes entre le continent italien vers la Sardaigne et la Corse. Les performances des jumeaux Moby Wonder et Moby Freedom incitent alors l'armateur à constituer une flotte de navires rapides. Dès 2003, Moby fait donc dans un premier temps l'acquisition d'un navire d'occasion qu'elle met en service dès l'année suivante sur la ligne Livourne - Olbia sous le nom de Moby Drea. Désireux cependant d'aligner un second navire rapide sur cette ligne, l'armateur italien décide de commander une troisième unité neuve.
Le futur navire est conçu à l'identique des jumeaux Moby Wonder et Moby Freedom. À l'inverse toutefois de ses aînés, sa construction ne s'effectuera pas aux chantiers sud-coréens DSME mais en Italie, au sein des chantiers Fincantieri d'Ancône. Outre l'aspect extérieur ainsi que les installations qui reprennent à l'identique les plans de la précédente paire, quelques différences apparaissent néanmoins au niveau des aménagements avec une réduction du bar-spectacle avant au niveau du pont 6 permettant l'ajout d'une vingtaine de cabines. L'appareil propulsif, bien que plus récent, est techniquement similaire à celui de ses sister-ships, bien que les quatre moteurs soient installés différemment. Enfin, le navire se voit directement décoré avec la livrée à l'effigie des Looney Tunes, nouveau standard de Moby expérimenté pour la première fois sur le Moby Freedom.
La construction du navire, baptisé Moby Aki, débute à Ancône le 7 avril 2004. Le car-ferry est ensuite lancé le 20 novembre suivant. Après finitions, il est livré à Moby le 16 mai 2005.

### Service

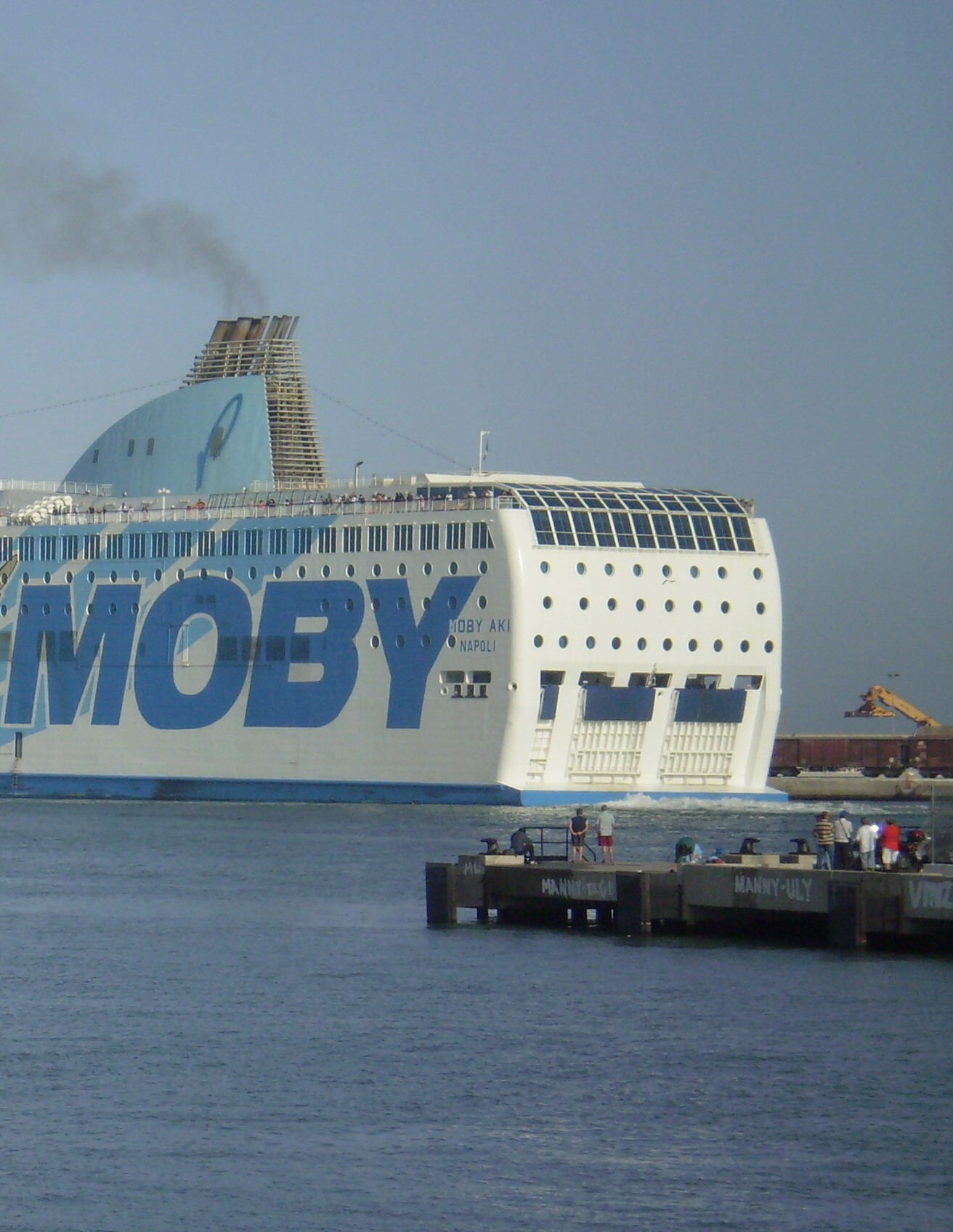
Le Moby Aki quittant Livourne.

Deux jours après sa livraison, le Moby Aki quitte Ancône pour rejoindre Livourne. Le navire commence ses rotations le 20 mai 2005 entre le continent italien et la Sardaigne.
En novembre entre Olbia et Livourne, le car-ferry heurte de plein fouet une baleine de 18 tonnes qui reste coincée sur son bulbe d'étrave jusqu'à son arrivée au port.
Le 1er avril 2010, le Moby Aki inaugure la nouvelle ligne de Moby Lines entre Toulon et Bastia. Durant le premier départ du navire vers la Corse, le commandant refuse d'avoir recours aux services d'un remorqueur, conseillé par le pilote du port de Toulon en raison de fortes rafales. Le car-ferry provoque ainsi un léger raz-de-marée durant la manœuvre d'appareillage, causant le naufrage d'un voilier amarré à proximité. Remplacé à la fin du mois par le Moby Corse, le Moby Aki retrouve ses lignes habituelles.
Le 6 septembre 2019, Moby Lines annonce qu'un accord consistant en la cession du Moby Aki et du Moby Wonder a été signé avec l'armateur danois DFDS qui livrera en échange deux navires à la compagnie italienne. Le projet sera cependant mis à mal fin octobre en raison du refus des créanciers de Moby de lever l'hypothèque pesant sur le navire, conduisant à l'annulation de l'accord alors que des travaux de transformations en vue de sa livraison avaient déjà été entamés aux chantiers de Gênes.
Immobilisé à Gênes pendant presque un mois, le navire est remis en service entre Livourne et Olbia à la fin du mois de novembre.
À partir de juin 2020, le Moby Aki et son jumeau échangent leur affectation durant l'été avec les ferries Sharden et Nuraghes de la compagnie Tirrenia. Ainsi, les deux navires sont transférés sur la desserte d'Olbia depuis Gênes mais continuent aussi néanmoins d'assurer des traversées de jour depuis Piombino. Ils sont également affectés aux lignes entre Gênes et la Corse à raison de plusieurs traversées par semaine. Au cours de la basse saison, ils retournent desservir Olbia depuis Livourne.
Le 5 juin 2024, Le Moby Aki fait sa première escale dans le port d'Ajaccio.

## Aménagements
Le Moby Aki possède 10 ponts. Il devrait, normalement, en compter 11 mais son garage inférieur situé au pont 3 s'étend sur deux niveaux complets afin de pouvoir transporter du fret. Les ponts 6 à 9 sont entièrement dédiés aux passagers tandis que l'équipage occupe l'arrière des ponts 1, 4 et 5 et l'avant du pont 9. Le garage occupe quant à lui les ponts 1, 3, 4 et 5.

### Locaux communs
Le Moby Aki possède de nombreuses installations de qualité destinées aux passagers dont la majeure partie se situe sur le pont 8. Le navire dispose ainsi de quatre espaces de restauration sur le pont 8, de trois bars dont un extérieur avec piscine, et d'une galerie marchande.
Les installations du car-ferry sont organisés de la manière suivantes :
- Show Lounge, le grand bar avant sur trois étages surplombé d'une verrière occupant les ponts 6 à 8 avec une piste de danse, très animé l'été ;
- Sport Bar, bar sur deux étages situé à la poupe sur les ponts 7 et 8 ;
- Lido Bar, bar extérieur avec piscine situé au milieu sur le pont 9 ;
- Grand Prix, restaurant à la carte sur le pont 8 à bâbord vers l'avant du navire ;
- Mascalzone Latino, libre-service situé vers poupe du côté bâbord sur le pont 8 ;
- ACME Pizzeria, pizzeria sur le pont 8, décorée dans le thème de l'entreprise fictive ACME apparaissant de manière récurrente dans les dessins animés Looney Tunes ;
- Cafeteria Snack Bar, Point de restauration rapide au pont 8 au milieu du navire ;

En plus de ces installations, une boutique située sur le pont 8 est présente ainsi qu'une salle de jeux pour enfants et un espace d'arcade à proximité. Le navire possède également un glacier ouvert durant l'été.

### Cabines
Le Moby Aki dispose de 320 cabines situées sur les ponts 6 et 7. Ces cabines, internes et externes, sont le plus souvent équipée de deux à quatre couchettes ainsi que de sanitaires comprenant douche, WC et lavabo. Quelques-unes proposent quant à elles un grand lit à deux places.

## Caractéristiques
Le Moby Aki mesure 174,99 m de long pour 27,60 m de large et son tonnage est de 36 284 UMS. Le navire a une capacité 2 200 passagers et est pourvu d'un garage pouvant accueillir 710 véhicules répartis sur 4 niveaux. Le garage était à l'origine accessible par trois portes rampes, deux situées à l'arrière et une à l'avant. La porte avant sera cependant condamnée en 2018. La propulsion est assurée par quatre moteurs diesels Wärtsilä 12V46C développant une puissance de 51 470 kW entraînant deux hélices à pas variable faisant filer le bâtiment à une vitesse de 27 nœuds. Le Moby Aki possède quatre embarcations de sauvetage couvertes de grande taille, deux sont situées de chaque côté vers le milieu du navire. Elles sont complétées par une embarcation de secours à tribord et un canot semi-rigide à bâbord. En plus de ces principaux dispositifs, le navire dispose de plusieurs radeaux de sauvetage à coffre s'ouvrant automatiquement au contact de l'eau. Le navire est doté de deux propulseurs d'étrave facilitant les manœuvres d'accostage et d'appareillage.

## Lignes desservies
Depuis sa mise en service, le Moby Aki effectue toute l'année la liaison entre le continent italien et la Sardaigne. Initialement, le navire était affecté toute l'année à la ligne Livourne - Olbia et effectuait également des départs depuis Piombino en saison estivale. Depuis 2020, le Moby Aki n'est employé entre Livourne et Olbia qu'en basse saison et navigue entre Gênes, Piombino et Olbia durant la saison estivale. À l'exception de la saison 2022, il est également employé sur des traversées de jour vers la Corse entre Gênes et Bastia.